# Topobea gerardoana
Topobea gerardoana är en tvåhjärtbladig växtart som beskrevs av Frank Almeda. Topobea gerardoana ingår i släktet Topobea och familjen Melastomataceae.
Artens utbredningsområde är Costa Rica. Inga underarter finns listade i Catalogue of Life.